# Saunajärvi (sjö i Outokumpu, Norra Karelen)
Saunajärvi är en sjö i kommunen Outokumpu i landskapet Norra Karelen i Finland. Sjön ligger 118,8 meter över havet. Den är 15,8 meter djup. Arean är 61 hektar och strandlinjen är 5,19 kilometer lång. Sjön  ingår i Vuoksens huvudavrinningsområde.   Den ligger omkring 47 kilometer väster om Joensuu och omkring 360 kilometer nordöst om Helsingfors. 
Saunajärvi ligger öster om Lietukka. 